# Kateryna Bilokur
Kateryna Vasylivna Bilokur (Oekraïens: Василівна Білокур; 7 december 1900 – 9 juni 1961) was een Oekraïense volkskunstenares, schilder en dichter geboren in het gouvernement van Poltava in Linkeroever-Oekraïne. Haar werken werden in de jaren dertig en veertig bekend vanwege hun verbeelding van de natuur en het boerenleven van Oekraïense vrouwen. Vooral Bilokurs aquarelbloemen waren geliefd. Kunstcritici schreven dat zij 'de ziel van bloemen kan zien.'
Bilokur werd in 1951 benoemd tot Volkskunstenaar van Oekraïne. Enkele bronnen bevatten een anecdote over Pablo Picasso die het werk van Bilokur in een Parijse tentoonstelling zag en bemerkte: 'Als wij een kunstenaar van dit niveau hadden, zouden we ervoor zorgen dat de hele wereld over haar zou praten.'

## Biografie

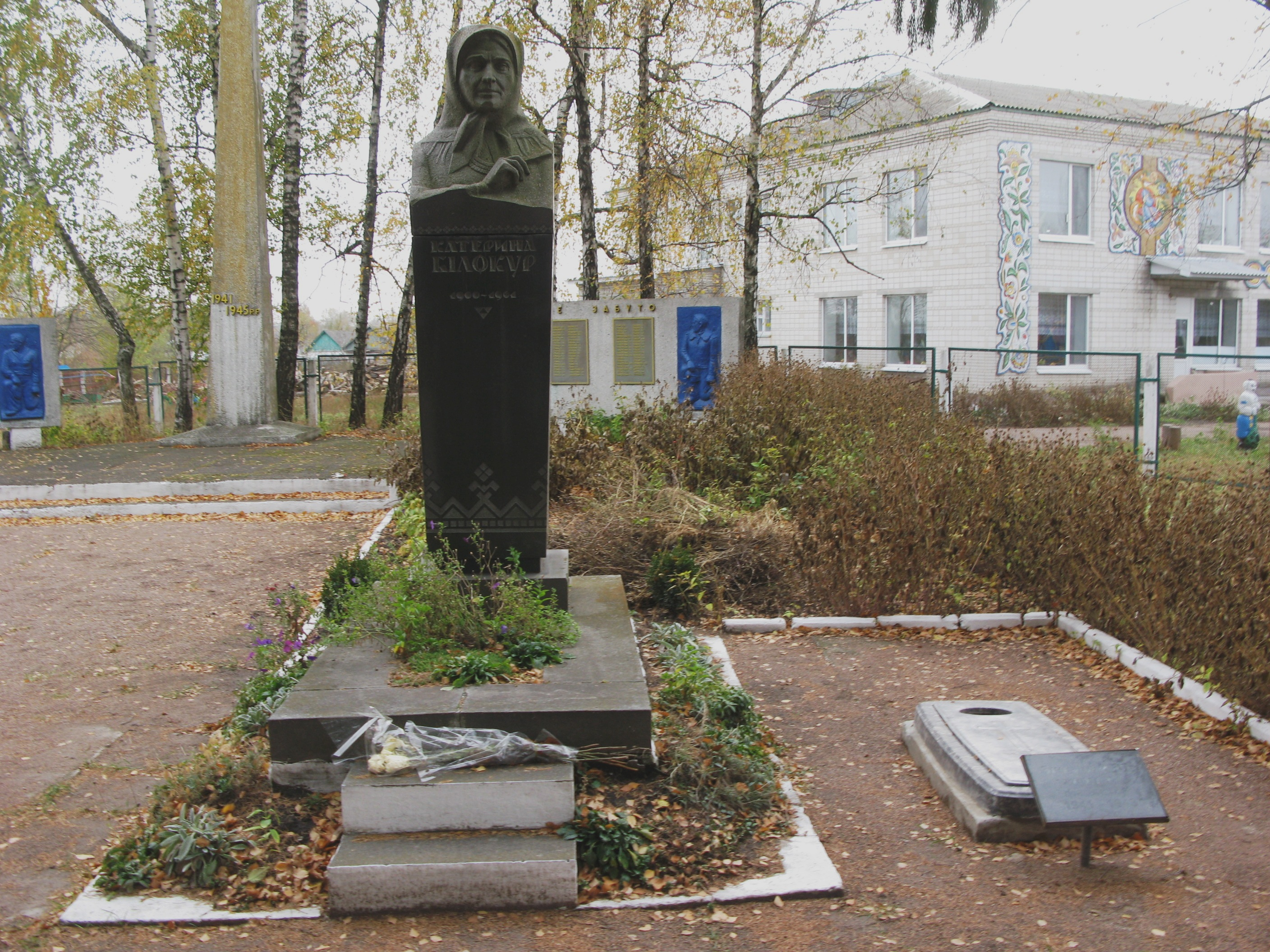
Het graf van Bilokur in Bohdanivka

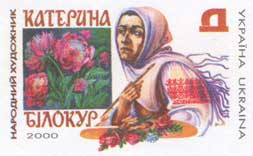
Oekraïense postzegel uit 2000 met afbeelding van Bilokur

Ze werd op 7 december 1900 in het dorp Bohdanivka in de oblast Kiev. Op 6- of 7-jarige leeftijd leerde Bilokur lezen, maar om geld te besparen ging ze niet naar school. Ze begon al op jonge leeftijd met tekenen, hoewel haar ouders haar deze hobby verboden. Bilokur tekende in het geheim verder met oude vodden en kolen. Tussen 1922 en 1928 werd Bilokur afgewezen door de keramiekschool van Myrhorod en een plaatselijke toneelschool, in beide gevallen omdat ze geen vooropleiding had gehad. Na een zelfmoordpoging in de herfst van 1934 stond haar vader haar uiteindelijk toe om te tekenen.
In het voorjaar van 1940 hoorde Bilokur een lied van Oksana Petrusenko op de radio. Het lied maakte zoveel indruk op Bilokur dat ze de zangeres een brief schreef en daarbij een tekening van een sneeuwbalplant bijsloot. Petrusenko was zo onder de indruk van de tekening dat ze contact opnam met het volkskunstcentrum van Oekraine, die Bilokur vervolgens opzocht in Bogdanivka.
In de jaren veertig verwierf Bilokur snel bekendheid als volkskunstenares bij leiders van de Communistische Partij. In 1956 kreeg Bilokur de titel Volkskunstenaar van de Oekraïense SSR. De werken van Bilokur werden daarna regelmatig tentoongesteld in Poltava, Kiev, Moskou en andere steden.
Op 10 juni 1961 overleed Bilokur in het ziekenhuis van Yagotynsky na een mislukte operatie. Ze is begraven in haar geboortedorp Bohdanivka.

## Eerbetoon
Op 7 december 2020 vierde Google haar 120e verjaardag met een Google Doodle.
In november 2024 werd een krater op de planeet Mercurius naar Bilokur vernoemd.